# Kepler-20 f
Kepler-20 f — экзопланета (миниземля), обращающаяся вокруг звезды Kepler-20, которая находится в созвездии Лира.
По размеру Kepler-20 немного меньше Земли (0,952 R Земли). Масса — 1,4 масс Земли. Её орбита является четвёртой по счёту от родительской звезды, планета относится к классу миниземель. Год на планете длится 19,6 земных дней.